# Ulrich Viefers
Ulrich Viefers (n. 26 mai 1972, Oberhausen, Germania) este un canotor ce a reprezentat Germania, medaliat olimpic. A participat la o ediție a Jocurilor Olimpice (1996) în care a câștigat o medalie de argint.

## Participări
Lista de mai jos prezintă principalele competiții la care a participat Ulrich Viefers de-a lungul carierei.
- rowing at the 1996 Summer Olympics – men's eight[*][3]